# Косар (птах)
Коса́р білий, або ко́лпиця (Platalea leucorodia) — птах родини ібісових (Threskiornithidae). Один з 6 видів роду; єдиний вид роду у фауні України. В Україні гніздовий перелітний птах.

## Морфологічні ознаки

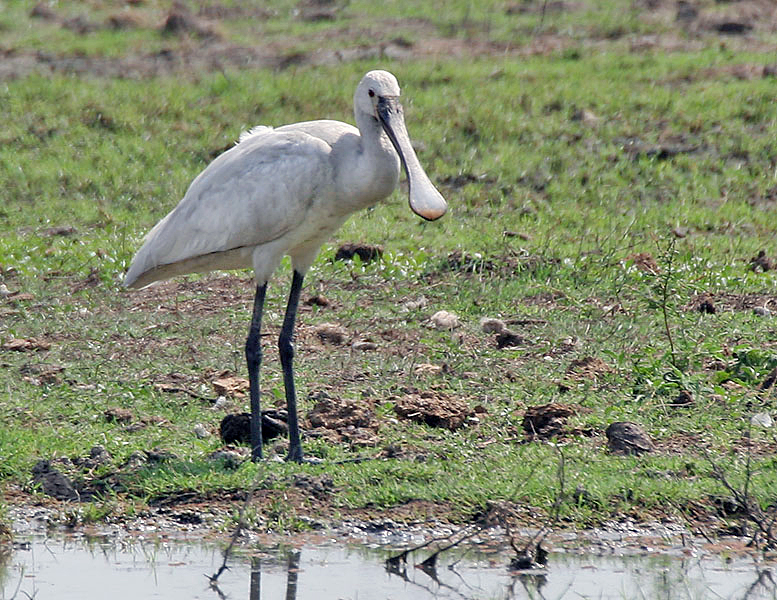
Косар в Індії.

Великий білий птах (менший за білого лелеку) з довгою шиєю і ногами та характерним лопатоподібним дзьобом. Дорослий птах у шлюбному вбранні білий, з великою вохристо-жовтою плямою на волі і довгим жовтим «чубом» на потилиці; гола шкіра біля основи дзьоба жовтогаряча; розширений на кінці плаский дзьоб чорний, з жовтою верхівкою; ноги чорні. У позашлюбному вбранні «чуба» нема; жовтий колір у забарвленні вола, дзьоба і на оголених ділянках шкіри відсутній. Молодий птах подібний до дорослого у позашлюбному вбранні, але першорядні махові пера з чорною верхівкою; дзьоб сірувато-рожевий. Довжина тіла — 80—90 см, розмах крил — 115—140 см. Вага птахів — до 2 кг.

## Ареал виду та його поширення в Україні
Гніздовий ареал охоплює південну частину Європи, Південну Азію, Північно-східну Африку. В Україні гніздиться уздовж Чорноморського узбережжя, відомі також випадки гніздування в Тернопільській області; залітний у Кіровоградській, Дніпропетровській, Черкаській, Львівській та інших областях.

## Чисельність і причини її зміни
В Європі гніздиться 8,9–15 тис. пар. На території України гніздиться 200—250 пар. Основна частина популяції гніздиться в пониззях Дунаю, на Східному Сиваші, Лебединих островах. Причинами змін чисельності є зарегулювання річок, забір води для зрошування, викошування та випалювання очерету, знищення заплавних луків, створення рибницьких ставків на місці кормових біотопів, застосування пестицидів, посилення фактору непокою.

## Особливості біології

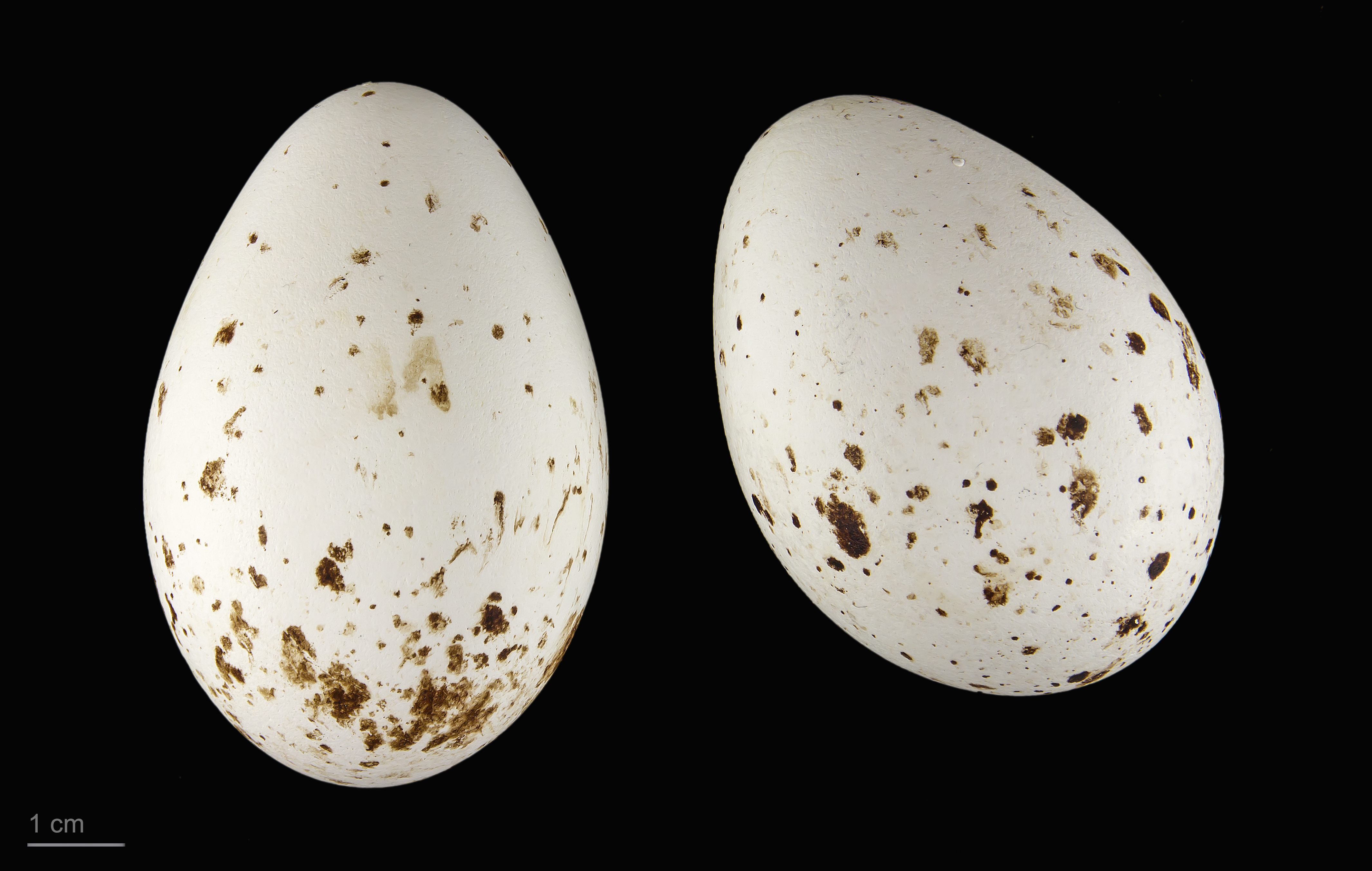
Яйця косаря в оологічній колекції Тулузького музею.

Перелітний птах. На місцях гніздування з'являється у березні – квітні. Оселяється на неглибоких повільнопроточних прісних та солонуватих водоймах. Гніздиться колоніями. Гнізда влаштовує на кущах, заломах очерету або деревах. У кладці 2–5 (найчастіше 3) яєць. Пташенята вилуплюються наприкінці травня − в червні, піднімаються на крила у першій половині − кінці липня. Відлітає наприкінці вересня. Живиться безхребетними, личинками комах, земноводними, пуголовками та дрібною рибою.

## Охорона

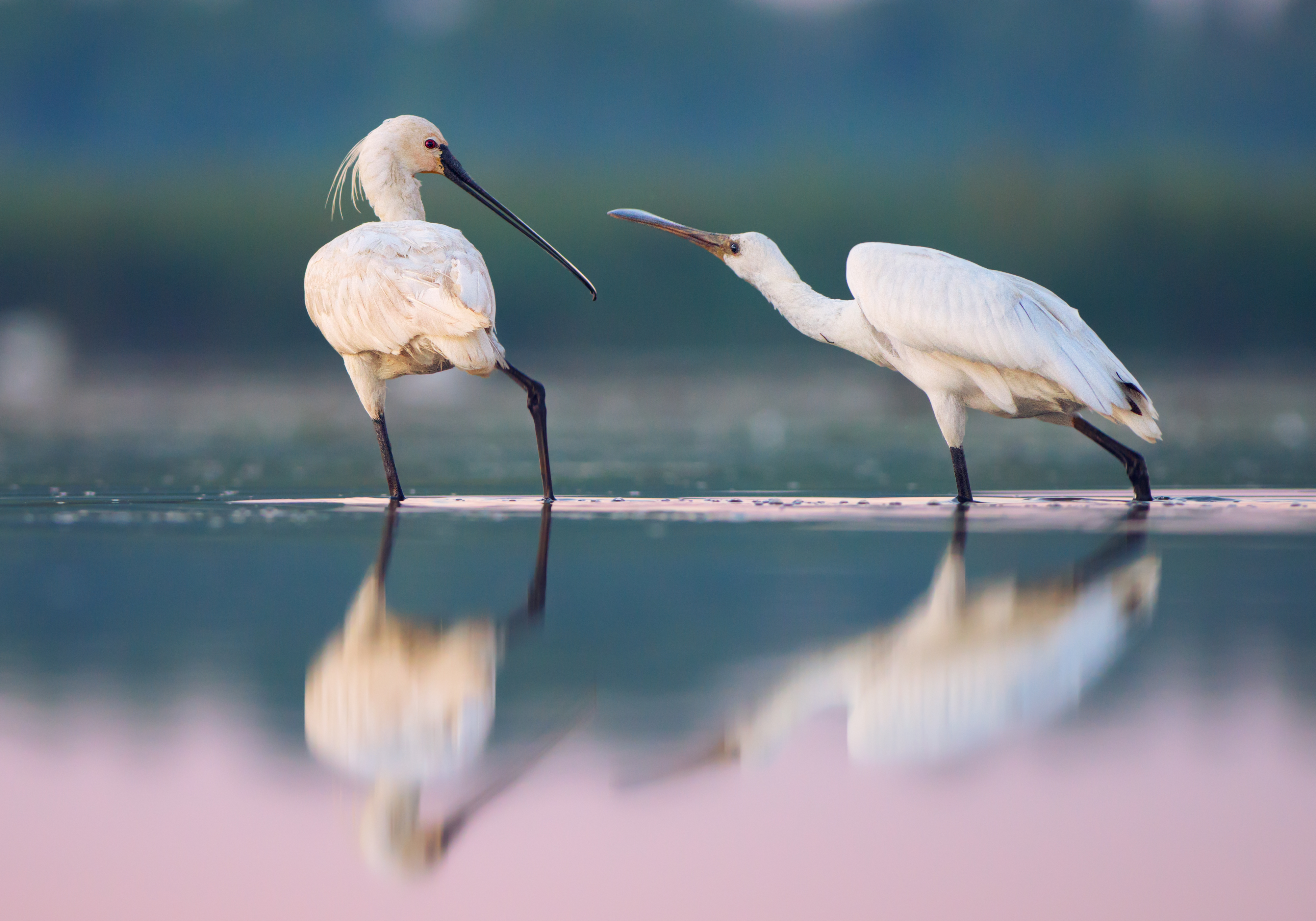
Косарі в дельті Дунаю.

Знаходиться під охороною Конвенції з міжнародної торгівлі вимираючими видами дикої фауни і флори (CITES) (Додаток ІІ), Боннської та Бернської (Додаток ІІ) конвенцій та угоди AEWA. Включено до Червоної книги України (1994, 2009) (статус — вразливий). В Україні охороняється в Дунайському біосферному заповіднику та Кримському природному заповіднику, Нижньодністровському НПП, Тилігульському РЛП. З метою ефективнішої охорони слід взяти під охорону колонії на Східному Сиваші та в дельті Дністра, обмежити випалювання та викошування очерету комбайнами, застосування гербіцидів у місцях гніздування, проводити широку просвітницьку програму.